# Shekerley Mountains
Shekerley Mountains sind eine Hügelkette vulkanischen Ursprungs im karibischen Inselstaat Antigua und Barbuda. Der höchste Punkt ist der Boggy Peak mit 402 Metern. Er liegt im Südwesten der Insel Antigua.
Die Hügelkette erstreckt sich über ca. 15 km entlang der Südküste der Insel, von Johnsons Point im Westen bis Falmouth Harbour und Falmouth, in der Nähe von English Harbour im Osten.

## Gipfel
Die höchsten Punkte auf Antigua gehören zur Shekerley Mountains Range:
- Boggy Peak (Mount Obama, 402 m)
- Monks Hill
- Signal Hill
- Sage Hill
- Sugarloaf Hill (Falmouth Peak)